# Drepanotylus
Drepanotylus is een geslacht van spinnen uit de familie hangmatspinnen (Linyphiidae).

## Soorten
De volgende soorten zijn bij het geslacht ingedeeld:
- Drepanotylus aduncus Sha & Zhu, 1995
- Drepanotylus borealis Holm, 1945
- Drepanotylus holmi (Eskov, 1981)
- Drepanotylus pirinicus Deltshev, 1992
- Drepanotylus uncatus (O. P.-Cambridge, 1873)